# Козланюк, Пётр Степанович
Пётр Степа́нович Козланю́к (30 июля [12 августа] 1904, село Перерыв, ныне Коломыйского района Ивано-Франковской области — 19 марта 1965, Львов) — украинский советский писатель, литературный критик. Общественный деятель. Депутат Верховного Совета СССР 3—5-го созывов.

## Биография
Учился в Коломыйской гимназии, трудился рабочим в Коломые, с 1926 г. — начал активно заниматься политической деятельностью, печатался в коммунистической прессе (журнал «Окна», газеты «Сель-Роб», «Сила»). В 1927—1930 годах — фельетонист в газете «СельРоб». В 1930-1932 годах — редактор газеты «Сила». За революционную деятельность несколько раз был заключен в тюрьму (Львов, Дубно). Был членом ЦК «Сель-Роб-Единство».
Дебютировал как прозаик в 1925 году Первый сборник рассказов «Хлопські гаразди» вышел в Харькове в 1928 году. После выхода сборника дефензива Польши устраивает преследование автора. Первый арест произошёл в 1930 году. Вскоре после выхода из тюрьмы, за то, что Козланюк редактировал газету «Сила», руководимую Коммунистической партией Западной Украины, и за то, что в УССР печатается новый сборник его рассказов — «Огонь», последовал второй арест и снова тюрьма.
К 1939 году у Козланюка вышли в свет девять сборников прозы, семь из них на Украине. Автор романа-трилогии «Юрко Крук», повестей «Весна», «Мандрівники», колоритных рассказов.
Был одним из организаторов и активных участников группы западноукраинских пролетарских писателей «Горно», членом литературной организации «Западная Украина». В 1936 году был одним из организаторов Антифашистского конгреса деятелей культуры во Львове.
С 1939 года активно работал в советских писательских объединениях Западной Украины.
Во время Великой Отечественной войны работал военным корреспондентом, на радиостанции «Днепр», в 1943 году издал сборник памфлетов и фельетонов «Парад мертвецов».

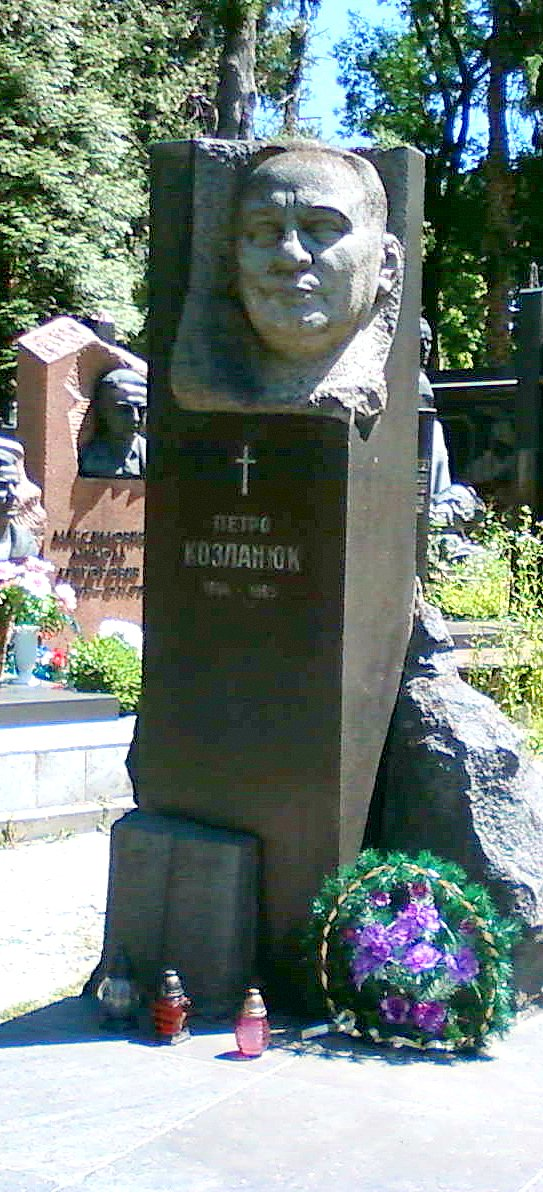
Памятник на могиле Петра Козланюка на Лычаковском кладбище во Львове

В 1944 году вернулся во Львов, работал редактором, занимал различные административные должности. В 1952—1954 годах — председатель исполкома Львовского областного Совета депутатов трудящихся.
В 1960 году выходит трёхтомное собрание произведений Петра Козланюка, затем — четырёхтомник (Киев, 1974—1975).
Пётр Козланюк — автор нескольких книг художественной публицистики, его очерки и статьи содержат богатый фактический материал об общественно-политической, культурно-образовательной атмосфере на западноукраинских землях 20-30-х годов.
Умер Петр Козланюк 19 марта 1965 года во Львове. Похоронен на Лычаковском кладбище.

## Награды
- 2 ордена Ленина (14.08.1954; 24.11.1960)
- 2 ордена Трудового Красного Знамени (1948; 18.09.1964)
- орден Красной Звезды (1943)
- медали

## Память
Во Львове именем Петра Козланюка названа улица (боковая от ул. Лычаковской, на Кайзервальде). 
На данный момент название улицы изменено на ул.Героев Мариуполя.
Также его именем названа улица в городе Радивилов Ровенской области, где писатель жил в 1930-х годах.